# Podagrion ambatobeensis
Podagrion ambatobeensis är en stekelart som beskrevs av Jean Risbec 1955. Podagrion ambatobeensis ingår i släktet Podagrion och familjen gallglanssteklar.
Artens utbredningsområde är Madagaskar. Inga underarter finns listade i Catalogue of Life.